# Commande informatique
Pour les articles homonymes, voir Commande.
Ne doit pas être confondu avec Instruction informatique.
 (août 2024).
Si vous disposez d'ouvrages ou d'articles de référence ou si vous connaissez des sites web de qualité traitant du thème abordé ici, merci de compléter l'article en donnant les références utiles à sa vérifiabilité et en les liant à la section « Notes et références ».
Une commande informatique est une instruction répondant à une syntaxe précise, qui, saisie sur l'interface en ligne de commande (d'instructions) d'un système d'exploitation, indique à ce dernier une suite d'ordres et d'actions à exécuter.

## Principe
La commande informatique (à ne pas confondre avec l'instruction informatique) permet d'indiquer un ordre d'exécution d'une tâche dans le cadre d'un système d'exploitation. De manière générale, on entend par commande un mot qui décrit de manière mnémonique un nom de tâche, qu'il est possible de faire suivre par des paramètres. On peut ainsi par exemple demander via une commande à afficher le contenu d'un dossier, chercher un fichier particulier, et spécifier par des paramètres complémentaires comment cette action doit être menée (par exemple en s'aidant d'expressions régulières pour mener une recherche)

### Spécificités
Le terme commande est adopté par opposition à celui d'instruction car il recouvre l'idée de donner des ordres rudimentaires à un système alors que l'instruction informatique s'insère dans un contexte paradigmatique beaucoup plus sophistiqué comme celui de la Programmation impérative. 
Alors qu'un compilateur ou un interprète de langage de programmation de haut niveau exige des analyses syntaxiques complexes, l’interpréteur de commandes se satisfait généralement d'automates à états finis rudimentaires.

## Exemples de commandes
Taper « tree » à la fin de la ligne de commande permet d'afficher l'arborescence du disque dur.

### Sous Unix

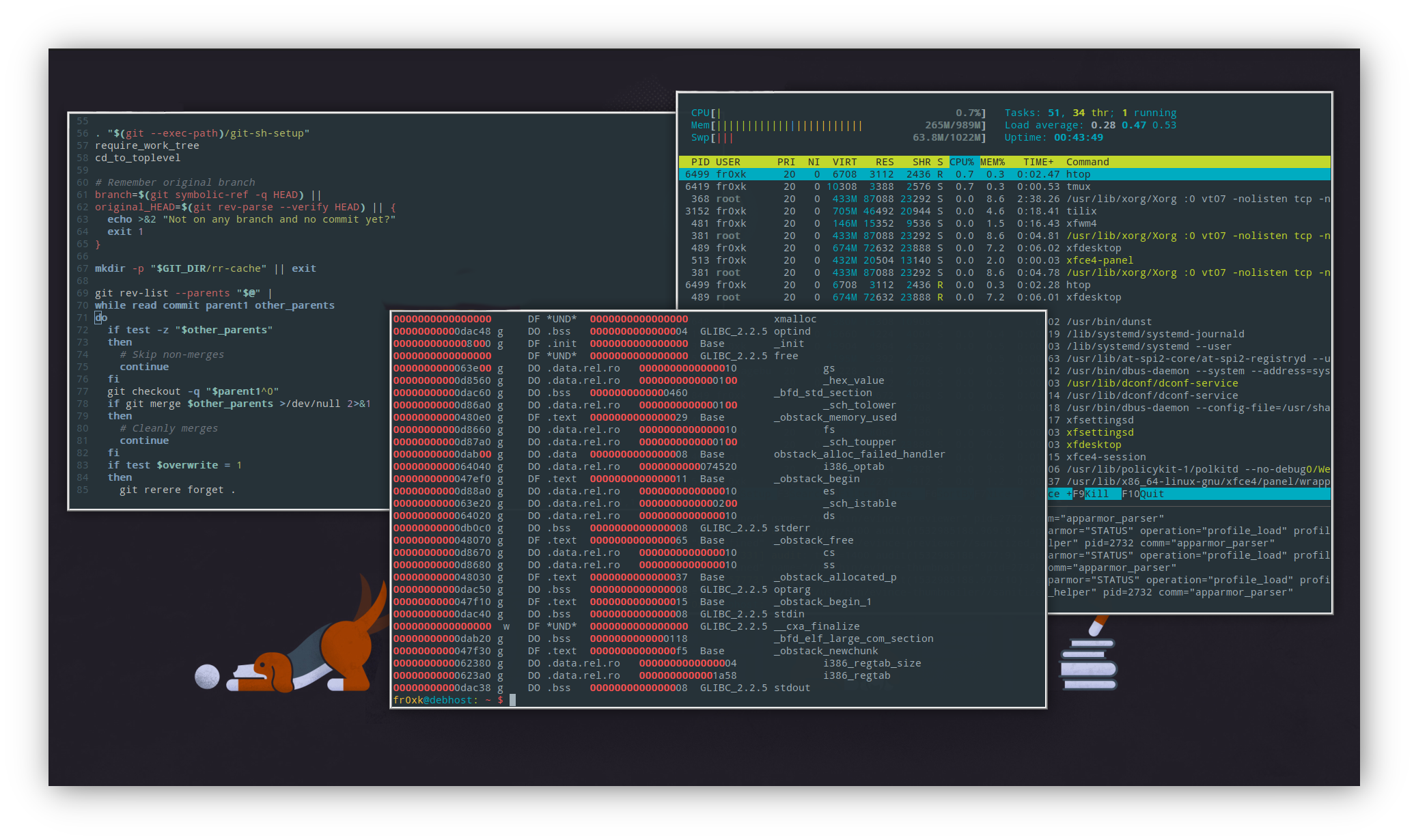
fenêtres comportant des shells sous XFCE 4.12

Les commandes sous UNIX, sont basées sur un système de briques, suivant la philosophie KISS
(acronyme pour, « laisser les choses simples et idiotes ») et permet de transmettre les Entrées-sorties d'une application à l'autre, via le mécanisme de pipes (tuyaux). L'ensemble des périphériques peuvent également être manipulés comme des fichiers au sein du système de fichier, les intégrant ainsi au flux de ces commandes. Des boucles et opérateurs logiques fournis par les différents interpréteurs de commandes, nommés shell (Bash, Csh, Dash, etc.), permettent d'automatiser à peu près n'importe quelle tâche de façon relativement simple.
Par exemple :

Exemple d'animation programmée en ligne de commande (voir image pour code source

- ifconfig : décrit l'état des connexions réseaux.
- cd permet de se déplacer dans l'arborescence.
- vim lance l'éditeur de texte vim.
- sox permet de manipuler et transcoder des fichiers et flux audio.
- convert (d'Imagemagick) permet de manipuler et transcoder des fichiers graphique.
- ffmpeg permet de manipuler et transcoder des fichiers et flux vidéo et audio.

### Sous Windows NT

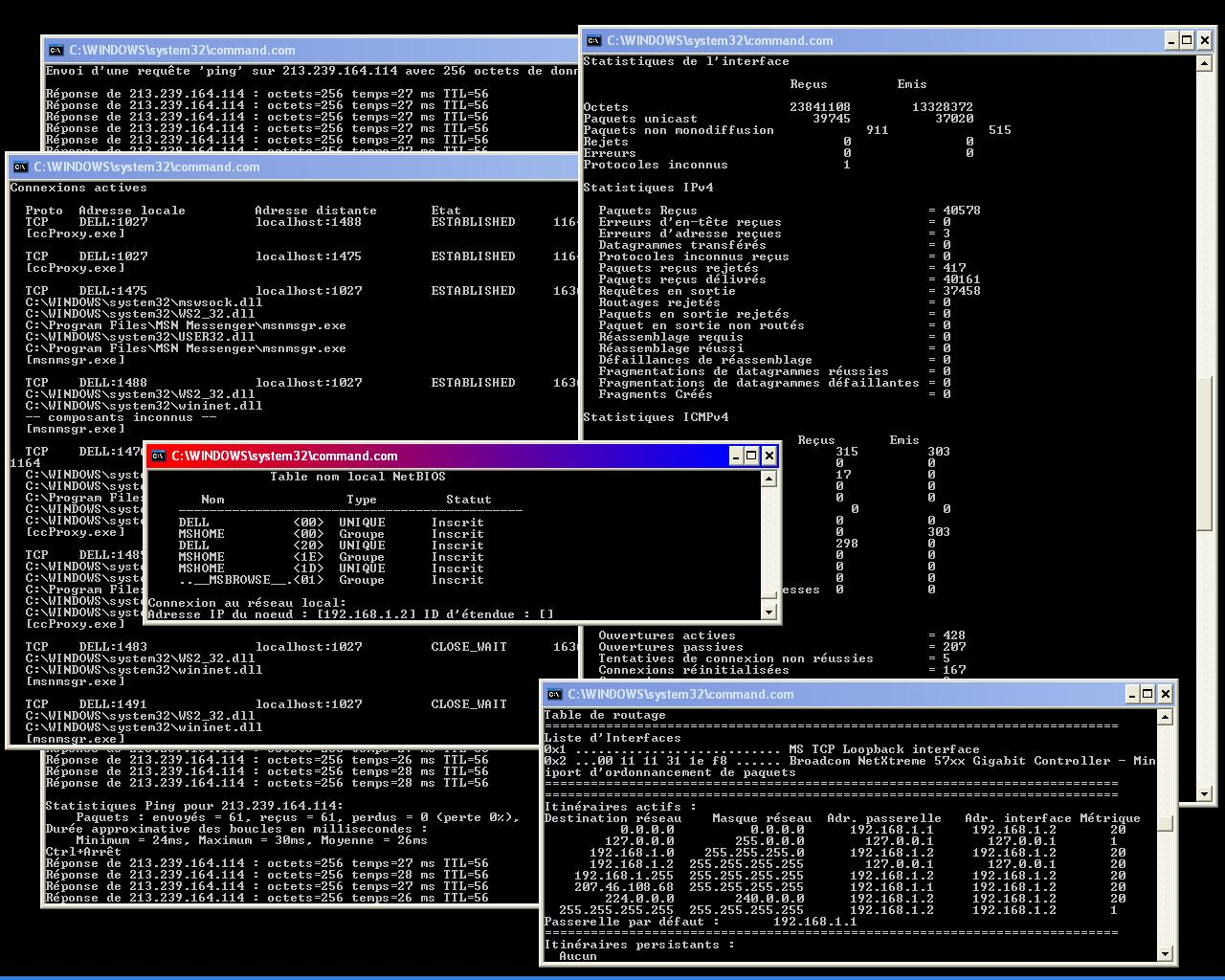
Exemples de commandes sous Windows 98.

- ipconfig /all ou netstat : Donne l'état de toutes les connexions réseaux : adresse IP, Adresses MAC…
- chdir ou cd : Permet de changer de répertoire courant.
- msconfig : Permet d'obtenir la liste des services démarrés et la liste des programmes démarrant au boot de l'ordinateur.
- sndrec32.exe : Permet d'utiliser le programme d'enregistreur audio.
- help>C:\help.txt : Conserve une copie de toutes les commandes possibles à l'emplacement C:\help en fichier .txt. Peut être remplacé par n'importe laquelle des commandes, sous n'importe quel emplacement et sous n'importe quel nom. Par exemple pour sauvegarder les informations du système sous le nom de MonSystème dans l'emplacement C:\ : systeminfo>C:\MonSystème.txt.
- EDIT : Éditeur de texte simple.
- « lusrmgr.msc » : permet d'accéder aux informations relatives aux comptes d'utilisateurs:mots de passe, identifiants…
- « net user administrateur /active :yes » permet d'activer le compte administrateur caché de Windows (à n'utiliser qu'en dernier recours, les actions effectuées par ce compte ne sont pas contrôlées par le pare-feu et ne sont pas « rattrapables »

Certaines commandes sont directement exploitables depuis Windows Desktop Search 4.0 (Principalement Windows Vista et Windows 7).